# Anton Maria Salviati
Anton Maria Salviati (Roma, 21 gennaio 1537 – Roma, 16 aprile 1602) è stato un cardinale e vescovo italiano, esponente della famiglia Salviati. talvolta indicato col doppio cognome Salviati Conti. È noto per l'impegno e la lungimiranza che dedicò all'assistenza a Roma dopo l'attività diplomatica in Francia. Divenuto cardinale, infatti, fondò il collegio Salviati, dedicò una sezione per partorienti all'ospedale di San Rocco e rifondò l'Arcispedale di San Giacomo in Augusta.

## Biografia

Stemma dei Salviati

Era il secondo dei tre figli di Lorenzo Salviati e Costanza Conti; il primogenito, Giovanni Battista (m. 1562) è ricordato soprattutto per il suo matrimonio con Porzia Massimo, figlia spirituale di san Filippo Neri e per la sua celebre conversione, una delle più significative ottenuta dal santo. Ginevra Salviati, terzogenita, sposò Astorre II Baglioni.
Il Salviati è talvolta indicato col doppio cognome Salviati-Conti che però non risulta aver mai usato, benché sia certo che partisse lo stemma della propria famiglia paterna con quello della famiglia materna.
Suoi zii paterni erano i cardinali Giovanni e Bernardo Salviati e Maria Salviati, moglie di Giovanni dalle Bande Nere, per cui egli era cugino di Cosimo I de' Medici, il primo granduca di Toscana. Un altro legame con la famiglia Medici era rappresentato poi dalla nonna paterna Lucrezia, figlia di Lorenzo il Magnifico e sorella di papa Leone X.
Per parte materna era legato alla famiglia Conti, del ramo di Valmontone e alla famiglia Pico: sua nonna materna era infatti Ginevra Pico, figlia di Anton Maria Pico, signore della Mirandola e conte di Concordia.
Dopo essere stato vescovo di Saint-Papoul in Francia dal 1561, fu in seguito nominato nunzio apostolico in tale paese. Nel 1562 prese parte ai lavori del Concilio di Trento, divenendo poi promotore dei principii tridentini. Nel 1568 fu nominato chierico di Camera, di cui fu poi decano. Nella sua attività politica internazionale, si adoperò con ogni mezzo per mantenere strategicamente la pace tra i maggiori paesi cattolici, ovvero la Francia e la Spagna.
Papa Gregorio XIII lo creò cardinale nel concistoro del 12 dicembre 1583 assegnandogli la diaconia di Santa Maria in Aquiro: con la nomina cardinalizia, divenne protettore della Congregazione dei Ministri degli Infermi. Dopo tale nomina, crebbe notevolmente il suo interesse per l'attività spirituale.
Salviati era noto per la generosità nel finanziamento di opere benefiche e assistenziali: nel 1579 iniziò l'opera di rifondazione dell'ospedale di San Giacomo degli Incurabili a Roma, ricostruendo la struttura dalla fondamenta e donandola infine alla città con vincolo di uso ospedaliero. È degno di nota che il Salviati pianificò la sostenibilità finanziaria dell'Ospedale espressamente anche per le epoche future: per questo motivo, donò alla congregazione decine di proprietà immobiliari, insieme a tenute e luoghi di monte, costituendo un ricco fondo patrimoniale. A tale fondo concorsero anche proprietà, limitrofe all'ospedale, acquistate o donate anche dal fratello Giovanni Battista e dalla moglie di questi, Porzia Massimo.
Sempre a Roma, nel 1591 fondò il Collegio Salviati, accanto all'Orfanotrofio di Santa Maria in Aquiro, al fine di dare un'istruzione professionale ai giovani "di buona indole": ricostruì inoltre l'annessa chiesa omonima. Nel suo testamento, il Salviati assicurò importanti rendite anche ad un terzo istituto, l'Ospedale di San Rocco, che riconvertì al ricovero delle partorienti.
Morì a Roma nel 1602: nel suo testamento donò infine l'Ospedale di San Giacomo alla città. Fu sepolto nella chiesa di San Giacomo in Augusta, proprio accanto all'ospedale che lo vide come benefattore.

## Genealogia episcopale
La genealogia episcopale è:
- Cardinale Girolamo Grimaldi
- Arcivescovo Martinho de Portugal
- Arcivescovo Alfonso Oliva, O.E.S.A.
- Vescovo Girolamo Maccabei
- Vescovo Giovanni Giacomo Barba, O.E.S.A.
- Cardinale Anton Maria Salviati

## Ascendenza
|                              |                |                          | Genitori                    |  |  | Nonni |  |  | Bisnonni          |  |  | Trisnonni         |  |
|                              |                |                          |                             |  |  |       |  |  | Giovanni Salviati |  |  | Alamanno Salviati |  |
|                              |                |                          |                             |  |  |       |  |  | Giovanni Salviati |  |  | Alamanno Salviati |  |
|                              |                | Caterina de' Medici      |                             |  |  |       |  |  | Giovanni Salviati |  |  |                   |  |
| Jacopo Salviati              |                |                          |                             |  |  |       |  |  | Giovanni Salviati |  |  |                   |  |
|                              |                | Elena Gondi Buondelmonti | Simone Gondi                |  |  |       |  |  |                   |  |  |                   |  |
|                              |                | Elena Gondi Buondelmonti | Simone Gondi                |  |  |       |  |  |                   |  |  |                   |  |
|                              |                | Elena Gondi Buondelmonti | Maria Buondelmonti          |  |  |       |  |  |                   |  |  |                   |  |
| Lorenzo Salviati             |                | Elena Gondi Buondelmonti |                             |  |  |       |  |  |                   |  |  |                   |  |
|                              |                | Lorenzo de' Medici       | Piero de' Medici            |  |  |       |  |  |                   |  |  |                   |  |
|                              |                | Lorenzo de' Medici       | Piero de' Medici            |  |  |       |  |  |                   |  |  |                   |  |
|                              |                | Lorenzo de' Medici       | Lucrezia Tornabuoni         |  |  |       |  |  |                   |  |  |                   |  |
| Lucrezia de' Medici          |                | Lorenzo de' Medici       |                             |  |  |       |  |  |                   |  |  |                   |  |
|                              |                | Clarice Orsini           | Jacopo Orsini               |  |  |       |  |  |                   |  |  |                   |  |
|                              |                | Clarice Orsini           | Jacopo Orsini               |  |  |       |  |  |                   |  |  |                   |  |
|                              |                | Clarice Orsini           | Maddalena Orsini            |  |  |       |  |  |                   |  |  |                   |  |
| Anton Maria Salviati         |                | Clarice Orsini           |                             |  |  |       |  |  |                   |  |  |                   |  |
|                              | Giovanni Conti | Alto Conti               |                             |  |  |       |  |  |                   |  |  |                   |  |
|                              | Giovanni Conti | Alto Conti               |                             |  |  |       |  |  |                   |  |  |                   |  |
|                              | Giovanni Conti | ?                        |                             |  |  |       |  |  |                   |  |  |                   |  |
| Giovanni Battista Conti      | Giovanni Conti |                          |                             |  |  |       |  |  |                   |  |  |                   |  |
|                              |                | Caterina Farnese         | Ranuccio Farnese            |  |  |       |  |  |                   |  |  |                   |  |
|                              |                | Caterina Farnese         | Ranuccio Farnese            |  |  |       |  |  |                   |  |  |                   |  |
|                              |                | Caterina Farnese         | Agnese Monaldeschi          |  |  |       |  |  |                   |  |  |                   |  |
| Costanza Conti               |                | Caterina Farnese         |                             |  |  |       |  |  |                   |  |  |                   |  |
|                              |                | Antonio Maria Pico       | Gianfrancesco I Pico        |  |  |       |  |  |                   |  |  |                   |  |
|                              |                | Antonio Maria Pico       | Gianfrancesco I Pico        |  |  |       |  |  |                   |  |  |                   |  |
|                              |                | Antonio Maria Pico       | Giulia Boiardo di Scandiano |  |  |       |  |  |                   |  |  |                   |  |
| Ginevra Pico della Mirandola |                | Antonio Maria Pico       |                             |  |  |       |  |  |                   |  |  |                   |  |
|                              |                | Costanza Bentivoglio     | Sante Bentivoglio           |  |  |       |  |  |                   |  |  |                   |  |
|                              |                | Costanza Bentivoglio     | Sante Bentivoglio           |  |  |       |  |  |                   |  |  |                   |  |
|                              |                | Costanza Bentivoglio     | Ginevra Sforza              |  |  |       |  |  |                   |  |  |                   |  |
|                              |                | Costanza Bentivoglio     |                             |  |  |       |  |  |                   |  |  |                   |  |